# Nāyaṉmār

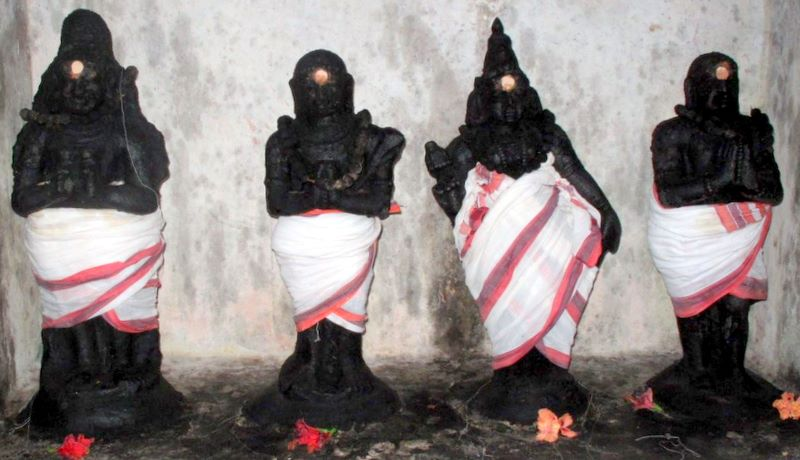
I tre principali Nayanar con Manikkavacakar, collettivamente chiamati Nalvar: (da sinistra) Sambandar, Appar, Sundarar, Manikkavacakar.

I nāyaṉmār (sing. nāyaṉār; in caratteri tamiḻ: நாயன்மார்கள்) furono poeti e mistici śivaiti di etnia tamiḻ, attivi tra il V e il X secolo d.C. 
L'agiografia, in lingua tamiḻ,  attribuita a Cēkkiḻār , Periya Purāṇam (anche  Tiruttoṇṭar purāṇam), composta nel XII secolo d.C., narra la storia di ciascuno dei 63 nāyaṉmār e dei 9 Thokai Adiyar.
Nell'opera scritta nell VIII secolo da Sundarar l'ottavo Thiruthoṇdar thogai, sono elencati 60 santi Shaiva ma nessuna delle leggende è associata ad essi. Nel X secolo d.C. Nambiyandar Nambi compose il Tirutoṇṭar Antādi una sequenza di versi ad incastro con il titolo Collana di versi sui devoti al Signore. Con quest'opera Nambi si collaga all'opera del Sundarar e dei suoi genitori, creando quello che oggi è la lista canonica dei 63 santi.
I diversi Nayana furono re e soldati e persino intoccabili, ma ricevettero diversi insegnamenti. I più importanti sono i gli Appar, i Sundarar e gli Sambandar. Insieme con i dodici Vaishnava Alvars. I Nayanar a volte sono stati considerati come i 75 Apostoli della Bhakti nell'India del Sud, a seguito della nascita del movimento Hindu della Bhakti. Nei più sacri templi dell'India, come il Paadal Petra Sthalam e il tempio Shiva Sthalams questi santi pregavano ben 275 divinità.

## I 63 Nayanmar
1. Adipaththar

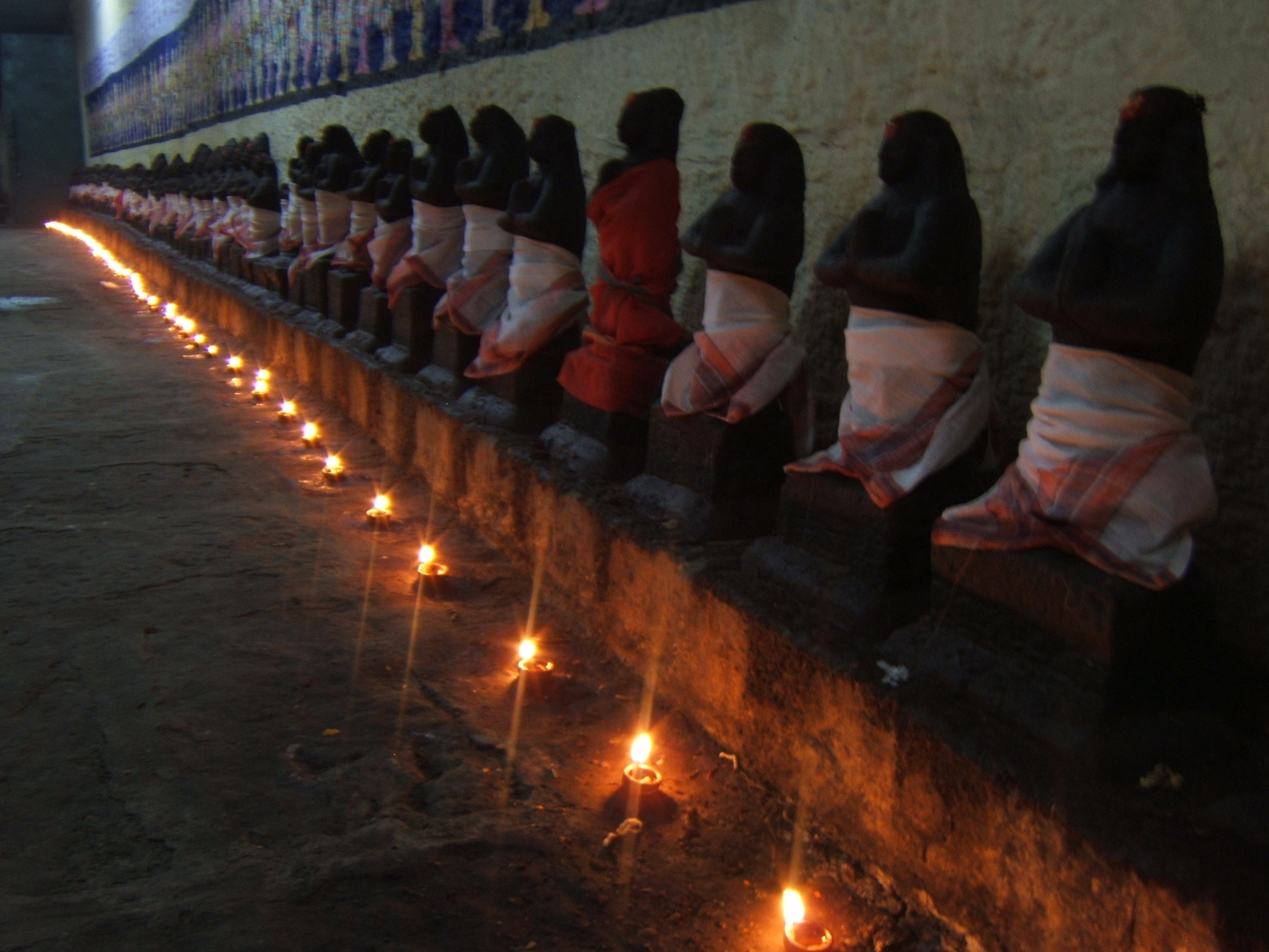
I 63 Nayanmar nel tempio di Shiva

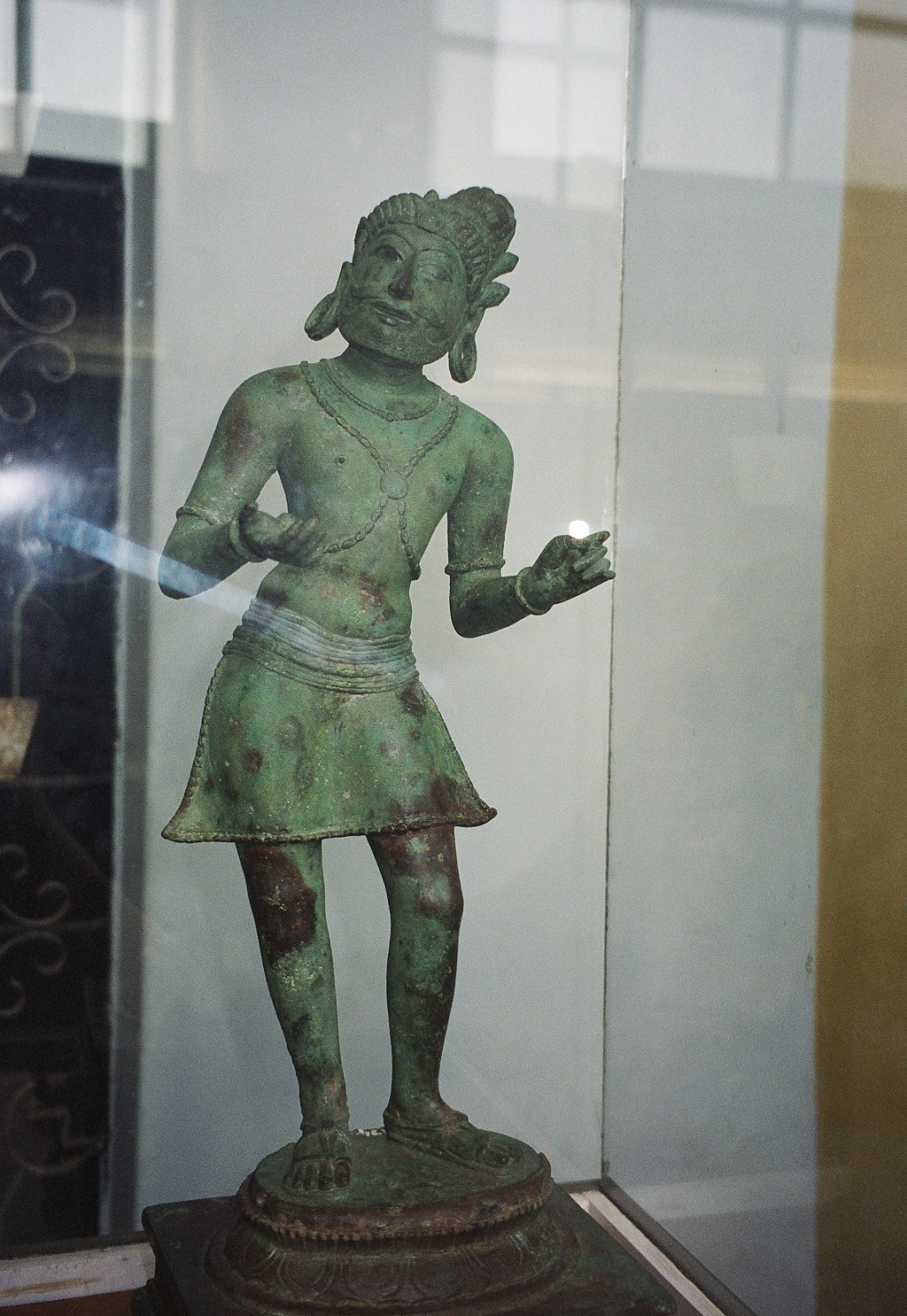
Kannappa Nayanar

2. Aiyadigal Kadavarkon Nayanar, re Pallava Aiyadigal Perumaanaar
3. Amaraneedi Nayanar
4. Anaya Nayanar
5. Appudhi Adigalar
6. Arivattaya Nayanar
7. Chandeshvara Nayanar
8. Cheraman Perumal Kazharirtrarivaar, Chera, Re, anche chiamato Kootruva Nayanar
9. Dandi Adigal Nayanar
10. Enatinatha Nayanar
11. Eripaththa Nayanar
12. Eyarkon Kalikkaama Nayanar
13. Gananatha Nayanar
14. Idankazhi Nayanar
15. Ilayankudi maranar
16. Isaignaniyaar - (donna)
17. Iyarpagaiar
18. Kari Nayanar
19. Kalikkamba Nayanar
20. Kaliya Nayanar
21. Kanampulla Nayanar
22. Kannappa Nayanar
23. Karaikkal Ammaiyar (donna)
24. Kazharchinga Nayanar
25. Kochengat Chola, un re Chola
26. Kotpuli Nayanar
27. Kulachchirai Nayanar
28. Kungiliyak Kalaya Nayanar
29. Manakkanychaara Nayanar
30. Mangayarkkarasiyar, (donna)
31. Meiporul Nayanar
32. Munayaduvaar Nayanar
33. Murkha Nayanar
34. Murti Nayanar
35. Muruga Nayanar
36. Nami Nandi Adigal
37. Nandanar Thirunalai Povar Nayanar, (popolarmente conosciuto con il nome di Nandanar)
38. Narasinga Muniyaraiyar Nayanar
39. Nesa Nayanar
40. Ninra Seer Nedumaara Nayanar
41. Perumizhalai Kurumba Nayanar
42. Pugal Cholar, un re della dinastia Chola
43. Pugazh Thunai Nayanar
44. Pusalar
45. Rudra Pasupathi Nayanar
46. Saakkiya nayanar
47. Sadaiya Nayanar
48. Sambandar (Tirugnaana Sambandar)
49. Saththi Nayanar
50. Seruthtunai Nayanar
51. Sirappuli Nayanar
52. Siruttonda Nayanar
53. Somaachi maara nayanar
54. Sundarar
55. Thirukkurippu Thondar (Casta di Vannar)
56. Thiruneelakandar
57. Tirumoolar
58. Tirunavukkarasar, Popolarmente conosciuto come Appar
59. Tiruneela nakkar
60. Tirunilakanda Yaazpaanar
61. Vaayilaar
62. Viranminda nayanar